# Kościół św. Marcina w Konarzewie
Kościół św. Marcina w Konarzewie późnogotycki kościół z poł. XVI wieku, znajdujący się w Konarzewie.

## Historia
Prawdopodobnie pierwszy drewniany kościół wybudowano w miejscu obecnego jeszcze w XII w. Dokładniejsze informacje pojawiają się w dokumentach z 1370 r., z których dowiadujemy się, że był on pod wezwaniem św. Marcina i św. Piotra w Okowach. Jego fundatorami byli najprawdopodobniej Drogosławowie, którzy wówczas dziedziczyli Konarzewko. Miejsce drewnianego kościoła zastąpił na przełomie XVI/XVII wieku murowany kościół wzniesiony przez rodzinę Ostaszewskich. Został on poświęcony św. Marcinowi w 1636 roku. Około 1700 roku właściciel Konarzewa Andrzej Aleksander Radomicki, późniejszy wojewoda kaliski i poznański, dokonał gruntownej przebudowy – dobudował z przodu kościoła dwa przęsła w stylu barokowym oraz z tyłu kościoła wieżę z dzwonnicą. W 1778 roku kościół został całkowicie odrestaurowany. Następny kompleksowy remont przeprowadzony został po II wojnie światowej z inicjatywy ówczesnego proboszcza parafii ks. Stanisława Hartlieba.
Kościół ma barokowe wyposażenie z XVII i XVIII w., do którego należą ołtarze boczne, ołtarz główny z ok. 1694 oraz ambona i chrzcielnica, które wielokrotnie przebudowywano i wieżę z pocz. XVIII w. o barokowym hełmie odtworzonym w 1901 r. Nawa nakryta jest sklepieniem gwiaździstym.
Jak wynika z dekretu z dnia 25 października 1786 r. władza duchowna, połączyła parafię Konarzewo z parafią w Dopiewie – postanowiono wówczas, że kościołem parafialnym będzie świątynia konarzewska. Dlatego też w 1803 roku rozebrano kościół dopiewski. W 1938 r. kardynał August Hlond ponownie z parafii konarzewskiej wydzielił nową parafię dopiewską.
W dniu wybuchu II wojny światowej proboszczem parafii był ks. Jan Laskowski, przybyły do Konarzewa z Wrześni, po Strajku Dzieci Wrzesińskich, którego był duchowym przywódcą. Niemcy weszli do wsi 1 września i rozbili swój posterunek na placu przy kościele. Parafianie przez dwa miesiące mogli swobodnie uczestniczyć we wszystkich nabożeństwach odprawianych w kościele. Okupanci znając przeszłość ks. Laskowskiego często zjawiali się u niego i kontrolowali jego poczynania. W piwnicy plebanii przechowywany był przywieziony potajemnie z Buku łaskami słynący obraz Matki Boskiej Literackiej, przy którym każdego dnia modlił się samotnie ks. Jan Laskowski. 17 października na plebanii zjawiło się gestapo, aby przesłuchać proboszcza. Po tej wizycie, o godzinie 14.20 ks. Jan zmarł na atak serca. Został pochowany na cmentarzu parafialnym, a jego pogrzeb ze względów bezpieczeństwa należał do skromnych, choć uczestniczyło w nim wielu parafian. Opieką duszpasterską nad parafianami zajął się po śmierci proboszcza ksiądz Czesław Sibilski z Dopiewa. Jego posługa nie trwała długo. Hitlerowcy aresztowali go 21 stycznia 1940 roku i więzili najpierw w Forcie VII, później w Chludowie i Lublinie. Życie zakończył w więzieniu w Dachau, w którym zmarł 2 grudnia 1942 roku. Po aresztowaniu ks. Sibilskiego ówczesna dziedziczka Konarzewa Teresa Czartoryska poprosiła ks. Józefa Molskiego ze Skórzewa, aby co 2 tygodnie przyjeżdżał do Konarzewa i doprawiał Msze święte. 25 września 1940 roku z polecenia bpa Walentego Dymka przybył do Konarzewa nowy kapłan ks. Stanisław Waraczewski. Podczas próby śpiewów kościelnych 9 grudnia 1940 roku został wraz z młodzieżą aresztowany. Parafian po kilku dniach zwolniono, natomiast ks. Stanisław nie powrócił już do Konarzewa. Osadzono go najpierw w Forcie VII, a później wywieziono do Oświęcimia, gdzie zmarł 10 września 1941 roku. Po tym wydarzeniu duszpasterzował ponownie ks. Józef Molski ze Skórzewa. Aresztowano go 6 października 1941 roku i osadzono w Forcie VII, a następnie przewieziono do Dachau, w którym zginął 1 sierpnia 1942 roku.
W świątyni parafialnej w tabernakulum przechowywano Najświętszy Sakrament, który w każdej chwili mógł być sprofanowany. Księżna Teresa Czartoryska w porozumieniu z siostrzenicą ks. Laskowskiego panią Wandą Arendt, która mieszkała na probostwie, postanowiły rozdać Komunię świętą. 9 października 1941 roku dwanaście wtajemniczonych osób przyjęło Najświętszy Sakrament, który rozdawał wówczas 5-letni Michał Czartoryski. Część naczyń liturgicznych zakopano w ogrodzie p. Dominiczaka w Chomęcicach. Szaty liturgiczne popruto i zostały wywiezione przez księżną Czartoryską do Warszawy, gdy Niemcy wyrzucili ją z pałacu. Wszystkie spłonęły w czasie powstania warszawskiego. Księgi metrykalne przetrwały wojnę przechowywane w Dopiewie u p. Gasińskiego. Wiele naczyń i sprzętów liturgicznych wywieźli z Konarzewa okupanci.
Niedaleko kościoła znajduje się późnobarokowa figura św. Jana Nepomucena, wykonana z piaskowca w 1745 r. oraz kamień, poświęcony zmarłemu ks. Laskowskiemu, obrońcy dzieci wrzesińskich, pochowanym na miejscowym cmentarzu.